# Rezolucija Vijeća sigurnosti UN-a 998
Rezolucijom Vijeća sigurnosti UN-a 998, usvojenom 16. lipnja 1995. godine, nakon ponovnog potvrđivanja svih rezolucija o sukobima u bivšoj Jugoslaviji, a posebno Rezolucije 982 (1994.), Vijeće je uspostavilo snage za brzu reakciju sa 12 500 pripadnika unutar Zaštite Ujedinjenih naroda snaga (UNPROFOR) u Bosni i Hercegovini nakon napada na njih i sveukupnog pogoršanja situacije.
Pismo koje je primio glavni tajnik Butros Butros-Gali 9. lipnja 1995. uključivalo je prijedloge Francuske, Nizozemske i Ujedinjenog Kraljevstva za jačanje UNPROFOR-a stvaranjem snaga za brzo djelovanje unutar njega. Snage za brzo djelovanje bile bi sastavni dio postojeće mirovne operacije i UNPROFOR bi ostao nepristran. Vijeće je bilo zabrinuto nastavkom oružanih neprijateljstava u Bosni i Hercegovini i činjenicom da daljnji prekid vatre nije dogovoren. Osuđeni su napadi snaga bosanskih Srba na UNPROFOR i civile.
Djelujući prema Poglavlju VII Povelje Ujedinjenih naroda, Vijeće je zahtijevalo da snage bosanskih Srba oslobode svo zatočeno osoblje UNPROFOR-a i da sve strane poštuju sigurnost UNPROFOR-a. Sukob se ne bi mogao riješiti vojnim putem i morali su započeti pregovori, ponavljajući da strana bosanskih Srba prihvaća mirovni plan Kontaktne skupine kao polazišnu točku. Zatražen je potpuni prekid vatre, prekid neprijateljstava i nesmetan pristup humanitarnim organizacijama, posebice sigurnim zonama i Sarajevu. Rezolucijom se strane pozivaju na poštivanje sigurnosti civila i statusa sigurnih zona.
Tada je odlučeno povećati veličinu UNPROFOR-a za dodatnih 12.500 pripadnika, što je povećanje od preko 50%, kako je predviđeno pismom glavnog tajnika. Sve daljnje izmjene trebale bi voditi računa o sigurnosti snaga i smanjiti opasnost kojoj su bile izložene.
Kina i Rusija suzdržale su se pri glasovanju o Rezoluciji 998 nakon što su izrazile zabrinutost da bi UNPROFOR trebao ostati striktno mirovne snage, što su odobrile ostale članice Vijeća.
Snage Ujedinjenih naroda pod povjerenim im mandatom uskoro će iskazati nesposobnost da se suoče sa stvarnim prijetnjama na terenu: već će se u razdoblju od 13. do 19. srpnja 1995. godine izvesti srpske vojne snage Genocid u Srebrenici, područjem pod zaštitom snaga UN-a, koje su propustile pružiti zaštitu bošnjačkom stanovništvom čak niti kada je ono ušlo u samu vojnu bazu UN snaga.[nedostaje izvor]

## Vanjske poveznice
| Wikizvor | Engleski Wikizvor ima izvorni tekst na temu: United Nations Security Council Resolution 998 |

- Text of the Resolution at undocs.org